# Biblioterapia
A biblioterapia (também conhecida como terapia literária, terapia da leitura, terapia poética ou narrativa terapêutica) é uma terapia artística criativa que envolve a narração de histórias ou a leitura de textos específicos. Utiliza a relação terapêutica do indivíduo com conteúdo literário. A biblioterapia se sobrepõe parcialmente e é frequentemente combinada com a terapia da escrita.
Distinta da terapia artística criativa é a biblioterapia como uma psicoterapia de apoio, uma breve intervenção de autoajuda onde, através da leitura de um manual padrão escolhido, as habilidades de regulação emocional são adquiridas por meio de terapia comportamental ou técnicas de terapia cognitiva. A principal vantagem desta psicoterapia em comparação com a terapia cognitivo-comportamental (TCC) é a sua relação custo-benefício, embora, especialmente para apresentações complexas, a TCC tenda a ter resultados de tratamento mais positivos. Foi demonstrado que esse tipo de terapia é eficaz no tratamento da depressão leve a moderada, com a biblioterapia cognitiva tendo um efeito mais duradouro. Também existem evidências modestas da redução dos sintomas de dependência de álcool, automutilação e transtorno de pânico.

## História
A biblioterapia é um conceito antigo na biblioteconomia. Segundo o historiador grego Diodoro Sículo em sua obra monumental Bibliotheca historica, havia uma frase acima da entrada da câmara real onde os livros eram guardados pelo rei Ramessés II do Egito. Considerado o lema de biblioteca mais antigo conhecido no mundo, ψῡχῆς ἰατρεῖον on, é traduzido como "a casa de cura da alma". Galeno, o filósofo e médico do imperador romano Marco Aurélio, manteve uma biblioteca médica no século I d.C., usada não apenas por ele, mas também pela equipe do santuário de Esculápio, um spa romano famoso por suas águas terapêuticas e considerado um dos primeiros centros hospitalares do mundo. Já em 1272, a leitura do Alcorão era prescrita no Hospital Al-Mansur, no Cairo, como tratamento médico.
No início do século XIX, Benjamin Rush favoreceu o uso da literatura em hospitais tanto para "diversão quanto para instrução dos pacientes". Em meados do século, Minson Galt II escreveu sobre os usos da biblioterapia em instituições psiquiátricas e, em 1900, as bibliotecas eram uma parte importante das instituições psiquiátricas europeias.A biblioterapia não é uma atividade nova, esta remonta aos nossos antepassados. 
A biblioterapia constitui-se de uma atividade de leitura pertencente a uma das vertentes do trabalho do bibliotecário. Atualmente temos como certo que este acontecimento se deu por volta de 1904 quando a biblioterapia entra no rol das disciplinas do curso de Biblioteconomia, constituindo como prática empírica em bibliotecas públicas e hospitalares (Pinto, 2005). Desse modo, o campo de pesquisa no Brasil certifica-se que o bibliotecário é o profissional que mais contribui para o desenvolvimento desta área. 
Para algumas pesquisadoras (Caldin, 2009; Kramer & Smith, 1998; McMillen, 2014) a biblioterapia é constituída por dois aspetos distintos: uma aplicada por bibliotecários denominada biblioterapia de desenvolvimento, constituindo-se de um apoio literário individual ou em grupo para possibilitar o desenvolvimento normal e progressivo do indivíduo (Catalano, 2008). Possui um caráter preventivo, catártico, purificatório e, portanto, curativo. A sua aplicação não tem fronteiras, podendo ser destinado a diferentes públicos, em diferentes contextos e espaços. 
Já a outra vertente, é desenvolvida por psicólogos, denominada biblioterapia clínica, destinada as pessoas com problemas de comportamento (Högdahl, Birgegard & Björck, 2013). Possui um caráter corretivo e patológico, e é, geralmente, aplicado em clínicas e instituições de saúde.
Com efeito, por estar inserida em diversos campos, o termo biblioterapia, refere-se a um conceito múltiplo, com um amplo espectro semântico. Neste contexto, ressalta-se as definições da pesquisadora e doutora em psicologia Geraldina Porto Witter (2004, p.181) para distingui-las:
A biblioterapia de desenvolvimento, por meio de um trabalho sistemático de leituras, tem por objetivo promover o desenvolvimento do ser em aspectos os mais variados que vão do conhecimento de si mesmo ao desenvolvimento de competências e habilidades específicas, tais como: cidadania, cognição, memória, afetividade, etc. Tem também caráter preventivo. A biblioterapia clínica, também chamada patológica, tem por meta usar técnicas associadas à leitura para resolver problemas biopsicossociais. 
Para Karen Davis e Timothy Wilson (1992, p.2) a biblioterapia é definida como um “is the process of growing toward emotional good health through the medium of literature”.
Clarice Caldin (2001.p.36), pesquisadora e doutora do curso de Biblioteconomia da Universidade Federal de Santa Catarina – UFSC, acrescenta a estas definições uma outra particularidade significativa no caso da biblioterapia: trata-se de uma visão ampla e renovadora voltada para as funções do bibliotecário como mediador socioeducativo da leitura para a prevenção de males e desenvolvimento pessoal do ser, como sendo uma "[…] leitura dirigida e discussão em grupo, que favorece a interação entre pessoas, levando-as a expressarem seus sentimentos: os receios, as angústias e os anseios. Dessa forma, o homem não está mais solitário para resolver seus problemas, ele os partilha com seus semelhantes, em uma troca de experiências e valores". 
Desse modo, a acepção de biblioterapia que outrora se caracterizava restritamente ao âmbito hospitalar começa a ganhar destaque, no Brasil, a partir dos trabalhos desenvolvidos por esta pesquisadora. Em razão disso, no campo investigativo, a biblioterapia a partir da década de 2000, ultrapassou os tradicionais limites da investigação confinada aos campos médicos para ser compreendida, também, como uma área de função social e educativa. Permitindo a expansão de seus serviços nos mais variados ambientes: bibliotecas, escolas, empresas, presídios, lar de idosos, centro comunitários, etc (Fonseca, 2014,2016).